# Feldheuschrecken
Die Feldheuschrecken, wissenschaftlicher Name Acrididae, sind mit über 6700 Arten eine artenreiche Familie der Heuschrecken. Sie sind weltweit verbreitet.

## Merkmale

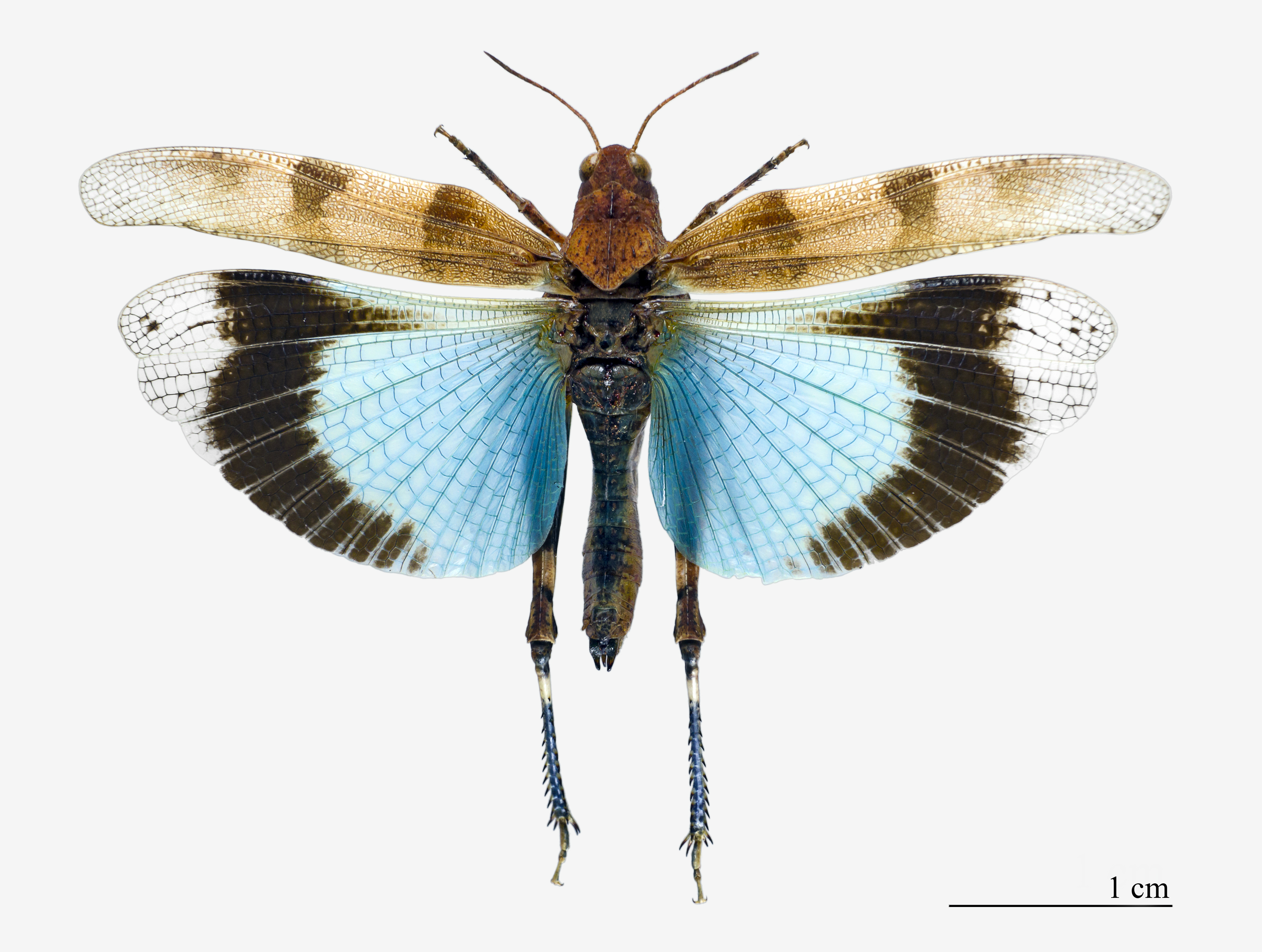
Oedipoda caerulescens (Unterfamilie Oedipodinae), mit ausgebreiteten Flügeln

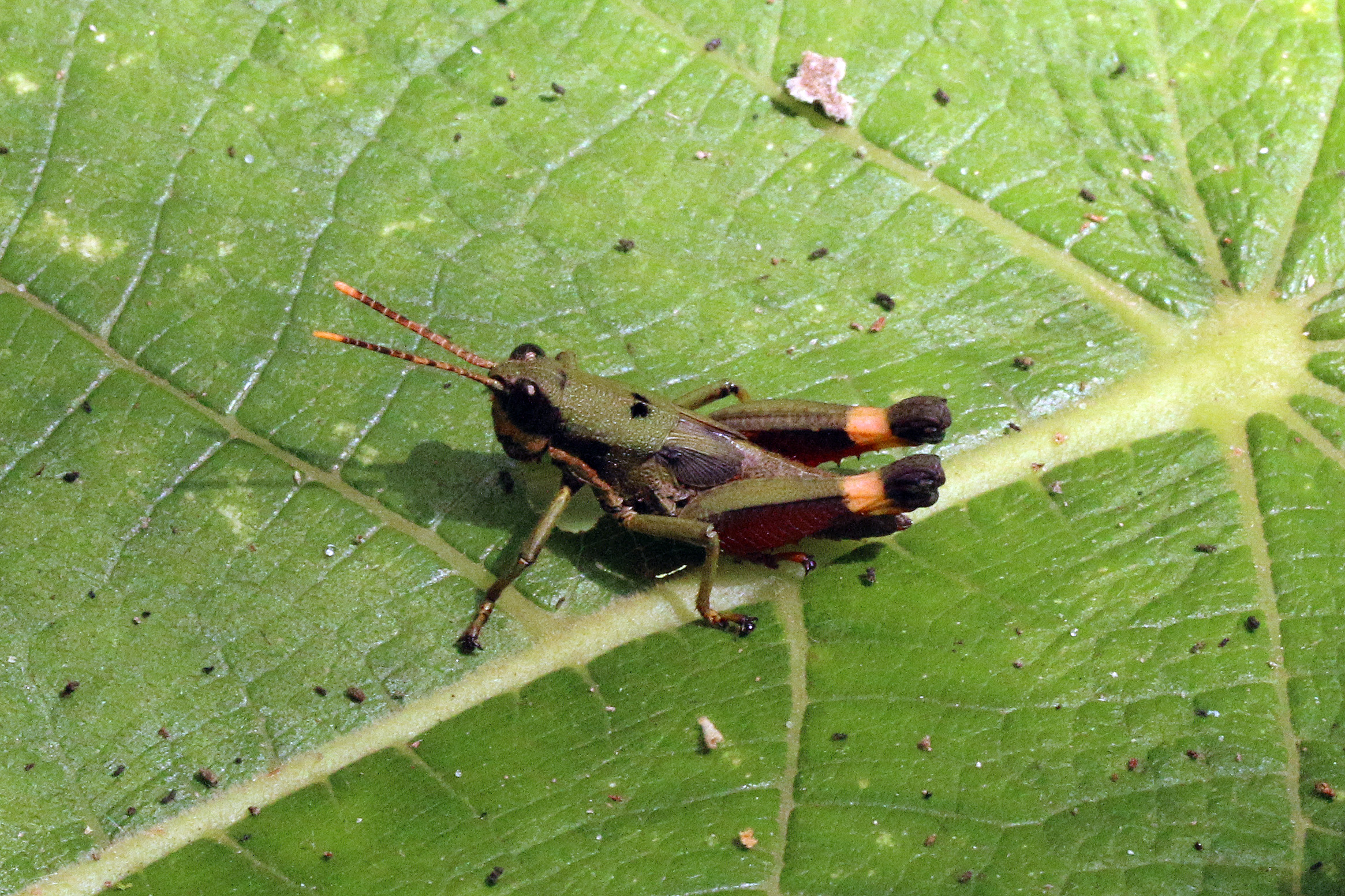
Nymphe von Traulia azureipennis (Unterfamilie Catantopinae)

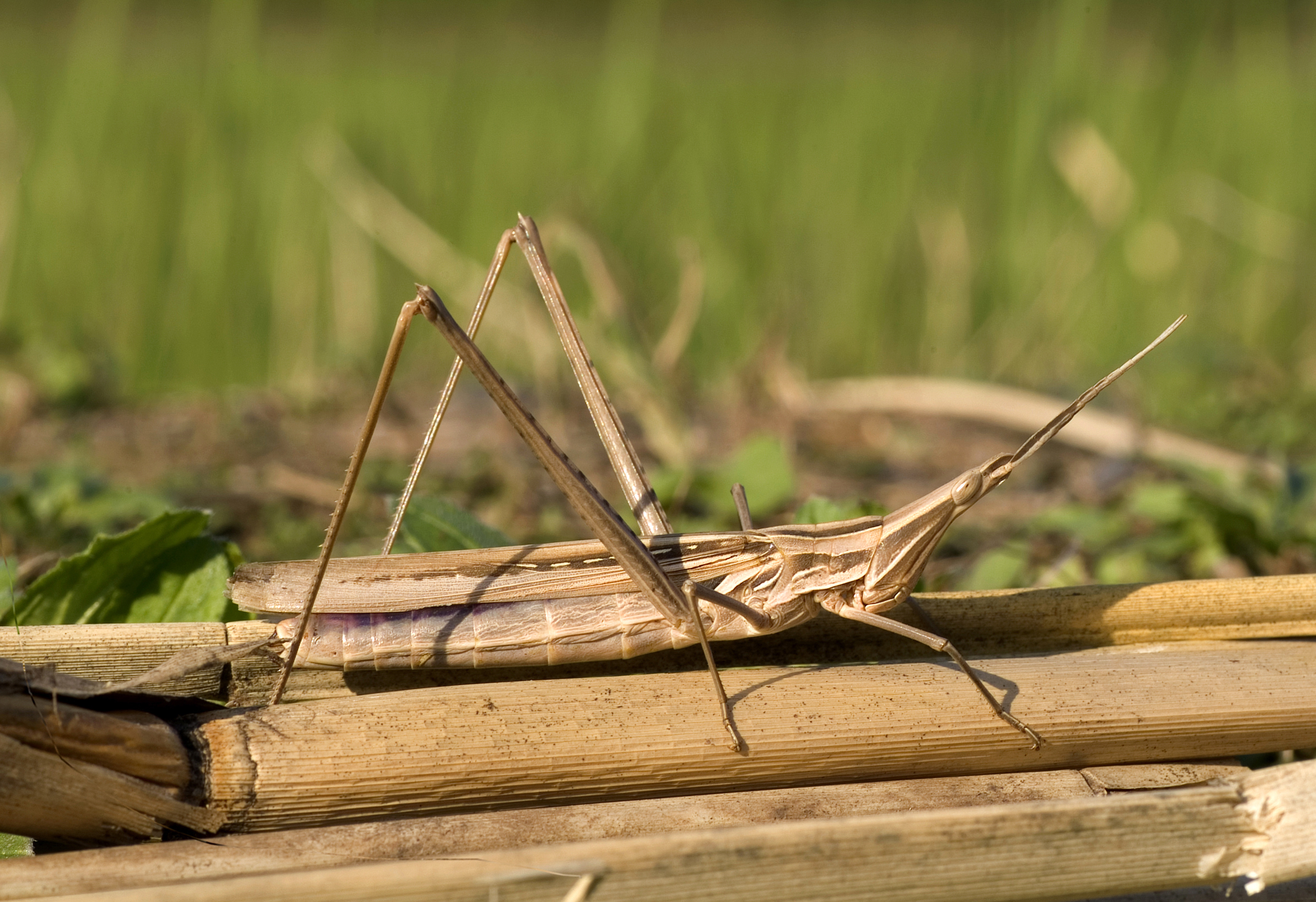
Acrida cinerea (Unterfamilie Acridinae)

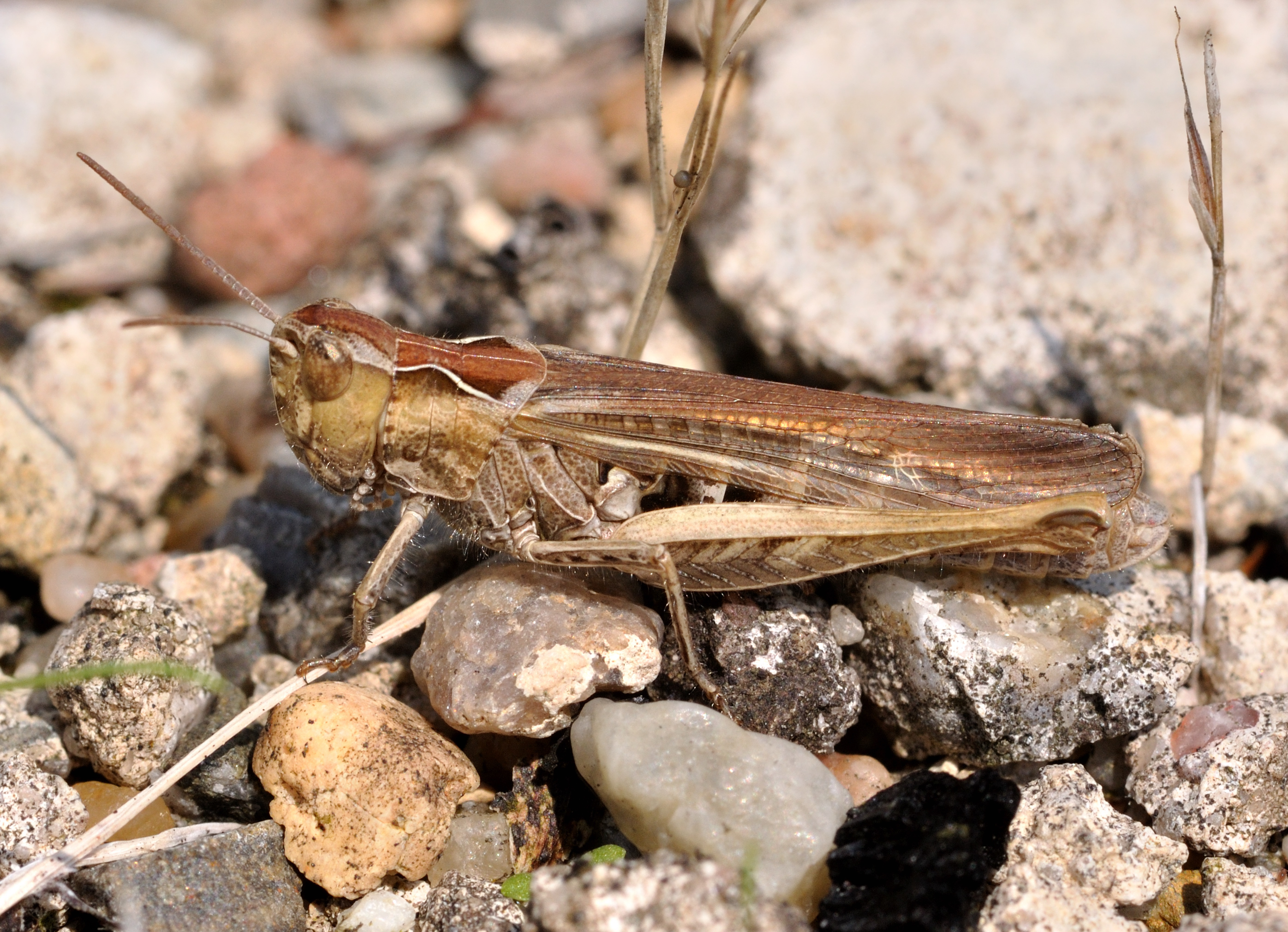
Chorthippus apricarius (Unterfamilie Gomphocerinae)

Feldheuschrecken besitzen die typische Körpergestalt der Kurzfühlerschrecken (Caelifera) und sind nicht an einem eindeutigen Merkmal von Vertretern anderer Familien unterscheidbar. Sie besitzen fast immer markante, als Sprungbeine gestaltete Hinterbeine. Die Tarsen sind dreigliedrig. Ihre Fühler sind fadenförmig, selten etwas blattförmig verbreitert oder am Ende schwach keulenförmig verdickt, sie sind recht kurz und reichen zurückgelegt meist nicht weiter als die Hinterkante des Halsschilds. Die Vorderflügel sind meist lang und schmal und etwas verstärkt (Halbdecken oder Tegmina genannt), sie können aber auch membranartig zart gebaut sein. Weibchen besitzen am Hinterende einen recht kurzen Ovipositor mit mehreren Paaren klappenartiger Valven, den sie oft zum Vergraben der Eier im Boden einsetzen. An jeder Seite des ersten Hinterleibssegments liegt ein meist gut sichtbares Trommelfell des Tympanalorgans, mit dem sie Schall hören können. Die Männchen vieler Arten locken Weibchen über Paarungsgesänge mittels Stridulation an, wobei die dafür eingesetzten Strukturen zwischen den Unterfamilien verschieden sind.
Für die Familie charakteristische Merkmale (Autapomorphien) gibt es nur sehr wenige, sie sind im Wesentlichen auf die interne Gestalt der männlichen Begattungsorgane (des Aedeagus und begleitender Strukturen) beschränkt und am lebenden Tier unsichtbar. Hier ist oben (dorsal) eine sklerotisierte Spange („arch sclerite“) ausgebildet, die sonst nur noch, in anderer, vermutlich konvergenter Form, bei den Pamphagodidae vorkommt. Die Feldheuschrecken übertragen bei der Kopulation eine Spermatophore, die in einer Erweiterung des Genitalkanals ausgebildet wird.
Die Acrididae dienten lange Zeit als „Schubladen“- oder Papierkorb-Taxon, in das alle Feldheuschrecken einsortiert wurden, die nicht durch klare Merkmale in besser charakterisierbaren Familien unterzubringen waren. Sie erwiesen sich aber in ihrer heutigen Umschreibung nach genetischen Untersuchungen als monophyletische Gruppe. Von den ähnlichen und nahe verwandten Romaleidae unterscheidet das Fehlen eines Sporns an der Spitze der Hinterschienen.

## Lebensraum
Die meisten Feldheuschrecken leben am Boden oder in niedriger, krautiger Vegetation. Besonders individuen- und artenreich sind sie in Grasland, von Steppen und Feuchtgebieten bis hin zu landwirtschaftlichem Grünland. Hier machen sie nicht selten mehr als die Hälfte der oberirdischen Arthropoden-Biomasse aus. Einige Arten, insbesondere aus der Gruppe der Wanderheuschrecken, sind gefürchtete landwirtschaftliche Schädlinge. Obwohl sie in Grasland ihren Verbreitungsschwerpunkt haben, sind Feldheuschrecken nicht auf diesen Lebensraum beschränkt. Arten der Unterfamilien Proctolabinae und Ommatolampidinae leben in den Baumkronen im amazonischen Regenwald. Einige Arten leben dauerhaft auf den Blättern von Schwimmblattpflanzen, sie können hervorragend tauchen und besitzen Schwimmbeine. Auch Wüsten und Hochgebirge weisen besondere, spezialisierte Arten auf.
Nahezu alle Feldheuschrecken sind spezialisierte Pflanzenfresser (Herbivore). Nach der Morphologie der Mundwerkzeuge lassen sich spezialisierte Gras-fressende Arten (Graminivore) von Spezialisten für die meist weicheren Kräuter und Arten mit gemischter Ernährung unterscheiden.

## Phylogenie und Verwandtschaft
Die Feldheuschrecken bilden mit einer Reihe kleinerer Familien die Überfamilie Acridoidea. Nächstverwandt und mögliche Schwestergruppen sind vermutlich die amerikanischen Romaleidae, bei denen früher sogar Paraphylie vermutet worden war, die südamerikanischen Ommexechidae und Tristiridae. Die Pamphagidae, deren Stellung längere Zeit umstritten war, sind innerhalb der Acridoidea hingegen nicht sehr nahe verwandt.
Die Familie wird heute in 26 Unterfamilien eingeteilt (Stand: 2019).
- Acridinae 141 Gattungen, 483 Arten. weltweit verbreitet.
- Calliptaminae 12 Gattungen, 92 Arten. Afrika, Europa, West- und Zentralasien, Indien.
- Catantopinae 341 Gattungen, 1077 Arten. Afrika, Mittelmeerregion, Asien, Australien. früher oft als eigene Familie aufgefasst.
- Copiocerinae 21 Gattungen, 90 Arten. Süd- und Mittelamerika, Karibik.
- Coptacrinae 20 Gattungen, 116 Arten. Afrotropis, Südasien.
- Cyrtacanthacridinae 36 Gattungen, 162 Arten. weltweit verbreitet.
- Egnatiinae 9 Gattungen, 36 Arten. Mittelmeerraum und Nordafrika, Zentralasien.
- Eremogryllinae 2 Gattungen, 5 Arten. Nordwest-Afrika.
- Euryphyminae 23 Gattungen, 87 Arten. Südafrika.
- Eyprepocnemidinae 26 Gattungen, 159 Arten. Afrika, Süd- und Südost-Asien.
- Gomphocerinae (Grashüpfer). 192 Gattungen, 1274 Arten. weltweit verbreitet. vermutlich paraphyletisch zu den Oedipodinae.
- Habrocneminae 2 Gattungen, 3 Arten. Südostasien.
- Hemiacridinae 38 Gattungen, 122 Arten. Afrika, Süd- und Südost-Asien.
- Leptysminae 21 Gattungen, 79 Arten. Nord- und Südamerika.
- Marelliinae 1 Gattungen, 1 Art (Marellia remipes Uvarov, 1929). Südamerika
- Melanoplinae 145 Gattungen, 1173 Arten. Europa, Asien, Nord- und Südamerika.
- Oedipodinae (Ödlandschrecken) 137 Gattungen, 792 Arten. weltweit verbreitet. vermutlich paraphyletisch zu den Gomphocerinae.
  -     - Braune Strandschrecke (Aiolopus strepens (Latreille, 1804))
- Ommatolampidinae 114 Gattungen, 292 Arten. Süd- und Mittelamerika, Karibik. vermutlich paraphyletisch.
- Oxyinae 37 Gattungen, 307 Arten. Afrotropis, Asien, Australien.
- Pauliniinae 1 Gattungen, 1 Art (Paulinia acuminata (De Geer, 1773)). Süd- und Mittelamerika.
- Pezotettiginae 2 Gattungen, 10 Arten. Europa und Nordwest-Afrika.
- Proctolabinae 29 Gattungen, 215 Arten. Süd- und Mittelamerika
- Rhytidochrotinae 20 Gattungen, 47 Arten. Südamerika.
- Spathosterninae 3 Gattungen, 12 Arten. Afrotropis, Südasien, Australien.
- Teratodinae 8 Gattungen, 24 Arten. Südwest-Asien, Indien, Ostafrika.
- Tropidopolinae 11 Gattungen, 34 Arten. Afrika, Südasien.

Da die am frühesten abzweigenden, urtümlichsten Unterfamilien und die nächstverwandten Familien alle in Südamerika leben, ist es wahrscheinlich, dass die Familie südamerikanischen Ursprungs ist. Am frühesten abgezweigte und damit urtümlichste noch lebende Gruppe ist eine gemeinsame Klade aus den monotypischen (nur eine Art enthaltenden) Unterfamilien Marelliinae und Pauliniinae. Nach der Methode der molekularen Uhr spalteten sich die südamerikanischen und die ältesten afrikanischen Unterfamilien vor etwa 59 Millionen Jahren, in der Paläozän, auf. Vermutlich kolonisierten sie von Afrika aus den Rest der Alten Welt. Den Daten zufolge muss es noch mehrere Her- oder Rückwanderungen über den Atlantik hinweg in späterer Zeit gegeben haben.